# Montjuic (Barcelona)
Montjuich o Montjuic (en catalán Montjuïc [muɲʒuˈik]) es una montaña en Barcelona (España), con una altura de 177 metros sobre el nivel del mar, que alberga un barrio homónimo, en el distrito de Sans-Montjuich.

## Etimología

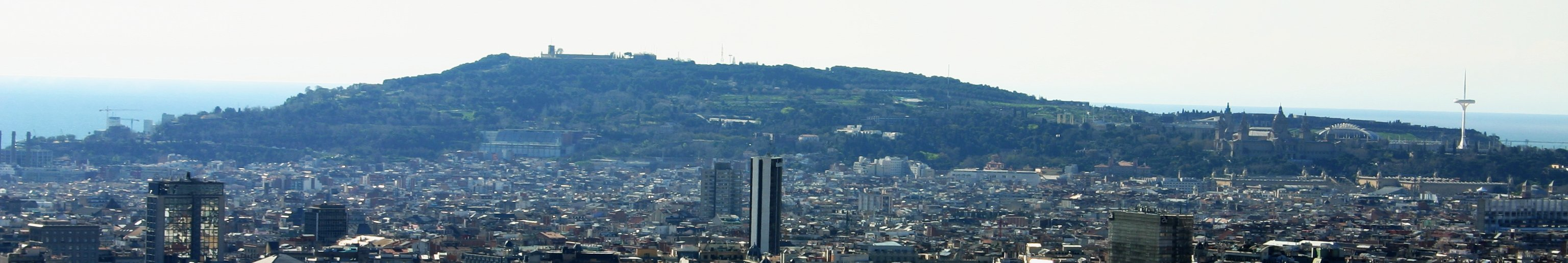
Vista de Montjuic.

La atribución tradicional de la etimología de Montjuich es la de "Monte de los judíos", supuestamente del catalán medieval, motivada por la existencia, confirmada por los documentos y la arqueología, de un cementerio judío en la montaña. Igualmente se contempla la posibilidad de que este topónimo venga de la forma latina Mons Iovis, es decir, Monte de Júpiter, nombre mencionado por Pomponio Mela en su obra Corografia:

«Inde ad Tarraconem parva sunt oppida Blande, Iluro, Baetulo, Barcino, Subur, Tolobi; parva flumina Baetulo, iuxta Iovis montem Rubricatum in Barcinonis litore, inter Subur et Tolobin Maius».

Se traduciría como: "Desde aquí hasta Tarraco se encuentran las poblaciones de Blande, Iluro, Baetulo, Barcino, Subur, Tolobi; los pequeños ríos Baetulo, el Rubricatus, al costado del Monte de Júpiter, en la costa de Barcino, y el Maius, entre Subur y Tolobi.

## Geografía
- Latitud: 41°22′ N
- Longitud: 2°10′ E

## Historia

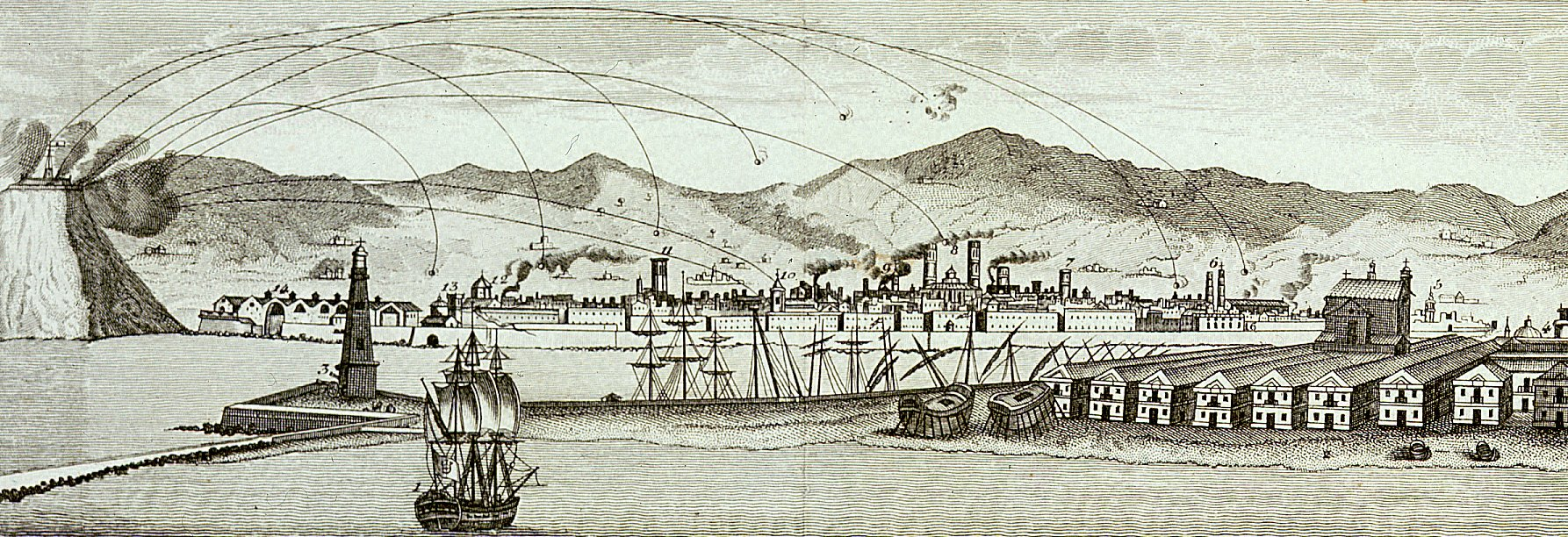
Bombardeo de Barcelona (1842).

Se han encontrado los restos de un poblado ibérico del siglo III a. C. y siglo II a. C.
Siempre ha sido un lugar estratégico desde el cual defender la ciudad, por lo que desde la Antigüedad ha habido una fortaleza en su cima. En 1751 se construyó el actual castillo, obra de Juan Martín Cermeño, que durante la Guerra de la Independencia Española fue ocupado por los franceses.
Es internacionalmente conocido por haber servido de referencia para la estimación de la primera definición del metro: los comisionados ante la petición de la Asamblea Nacional Constituyente, Jean Baptiste Joseph Delambre y Pierre Méchain, midieron la longitud de arco del meridiano que pasa por Francia, de Dunkerque a Montjuich Barcelona, entre 1792 y 1798; los resultados de la medición sirvieron para establecer el sistema métrico decimal.
Al igual que ha sido un punto estratégico para la defensa de la ciudad, lo ha sido para mantenerla bajo control, junto con la fortaleza de la Ciudadela en el otro extremo de la ciudad. En diciembre de 1842, las tropas dirigidas por el General Espartero durante su regencia bombardearon la ciudad desde el castillo; y el general Juan Prim la volvió a bombardear entre septiembre y noviembre de 1843 para poner fin a la revolución popular de la jamancia.

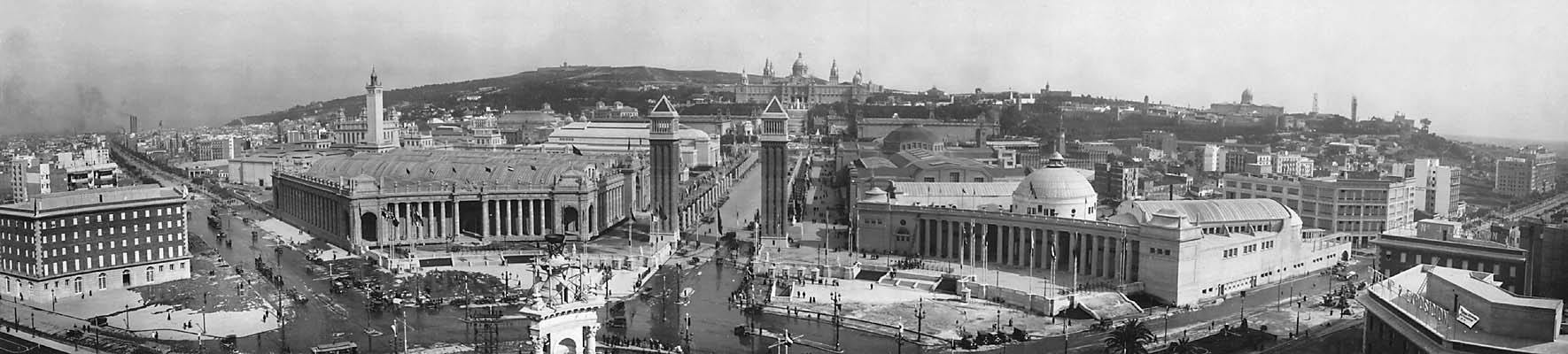
Vista de la Exposición Universal de 1929 desde la plaza de España.

El castillo también ha sido utilizado numerosas veces como prisión para presos políticos hasta los tiempos de la dictadura de Franco, y lugar donde posteriormente eran fusilados y enterrados en el cementerio del lado suroeste de la montaña. Durante el siglo XIX y XX fue escenario de numerosos fusilamientos: varios anarquistas (entre ellos el pedagogo Francisco Ferrer y Guardia), los generales Manuel Goded Llopis y Álvaro Fernández Burriel, ambos por el alzamiento en contra de la República, y en 1940 Lluís Companys, presidente de la Generalidad de Cataluña.
Durante el siglo XX la montaña fe uno de los centros de barracas más importantes de la ciudad. Desde 1910, cuando se realizó el primer censo de barracas de Barcelona,  Montjuic fue aumentando el número de barracas hasta llegar a las 6090 chabolas y 30.000 habitantes en la década de 1950. A partir de entonces los barrios se fueron desmantelando hasta el derribo de las últimas barracas de la montaña en 1987.

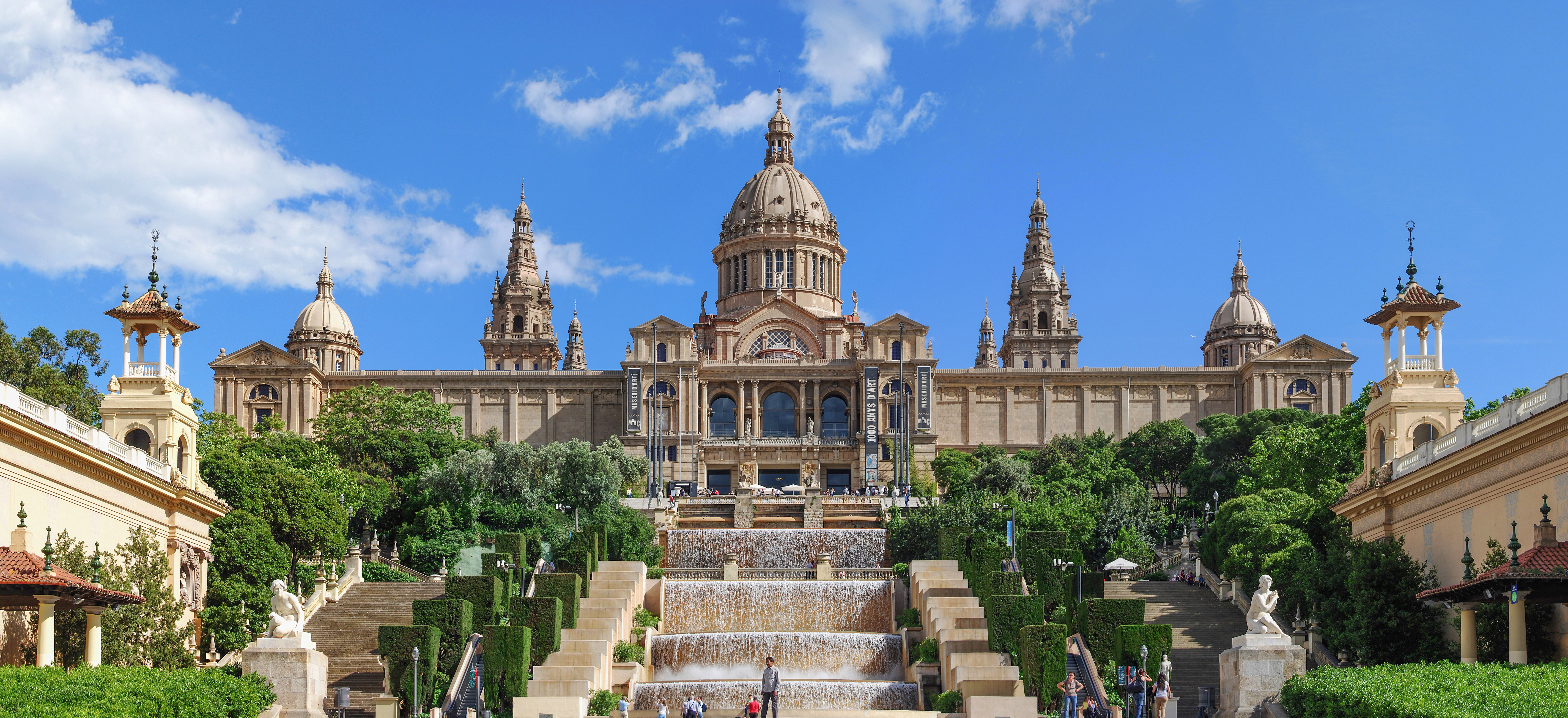
Palacio Nacional de Barcelona, construido en un periodo de tan solo 4 años, entre 1926 y 1929, es obra de los arquitectos Eugenio Cendoya y Enric Catà, bajo la supervisión de Pere Domènech i Roura. Desde 1934 alberga el Museo Nacional de Arte de Cataluña, conocido como MNAC.

Con motivo de la Exposición Internacional de Barcelona de 1929, se completó la urbanización de algunas áreas de la montaña, diseñándose como el espacio central de la misma, motivo por el cual se construirían los diferentes pabellones que se alzan por las faldas de la montaña y a ambos lados del paseo que lo conduce desde la plaza de España, en el barrio de Sants-Montjuic, y desde donde se pueden disfrutar unas grandes vistas.  
En 1969, 1971, 1973 y 1975 se disputó el Gran Premio de España de Fórmula 1 en el Circuito de Montjuïc, que era un trazado urbano, pero debido a un accidente que costó la vida a cinco espectadores en 1975 la FIA decidió que Montjuich era un lugar peligroso para disputar un gran premio de Fórmula 1.

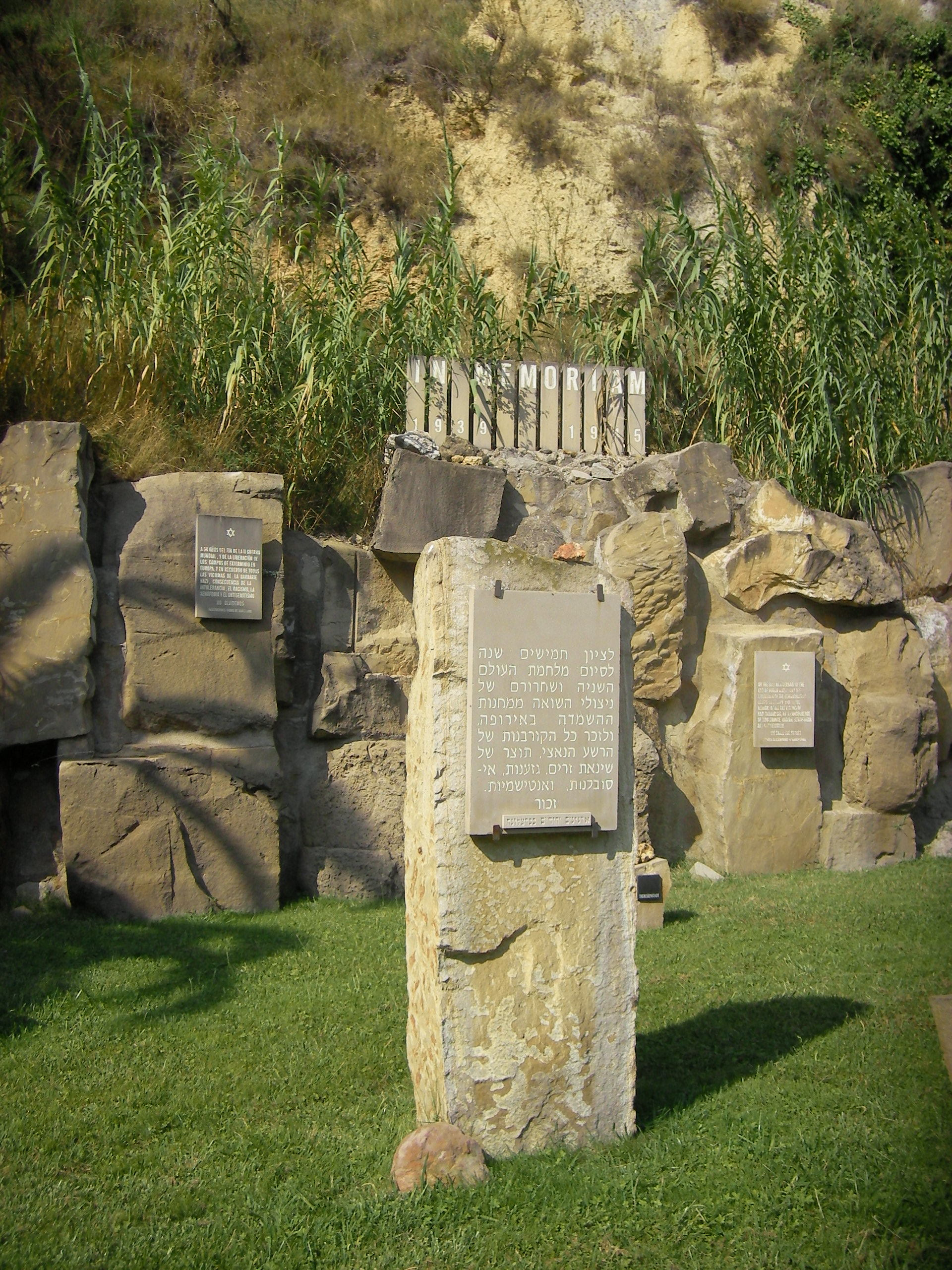
En el cementerio judío de Montjuic.

Con fecha 15 de marzo de 2007, la Dirección General de Patrimonio de la Generalidad de Cataluña, de conformidad a la Ley del Patrimonio Cultural Catalán (Ley 9/1993, de 30 de septiembre), declaró una zona de Montjuic Bien Cultural de Interés Nacional (BCIN), por la existencia del cementerio judío medieval de Barcelona, considerado el más grande de Europa de su época.

### Cementerio judío de Montjuic
El cementerio judío de Montjuic se localiza en un pequeño campo ubicado en la vertiente nororiental de la montaña de Montjuich, a unos 100 m sobre el nivel del mar, desde donde se dominaba toda la ciudad medieval de Barcelona, en cuyo interior se ubicaba la judería. Las primeras noticias escritas que existen sobre la necrópolis judía de Barcelona, datan del siglo XI (1091), cuando el conde Ramón Berenguer restituyó unas viñas en la Canonja de la Santa Creu y Santa Eulalia de Barcelona, localizadas en Montjuich (monte judaico) y que limitaban al este por unas antiguas sepulturas judías (veteres iudorum sepulturas). Esta necrópolis perduró hasta el fin de la judería en el año 1391, momento en el que sufre su devastación y el saqueo de las lápidas funerarias.
Ya desde el siglo XVII se tienen referencias históricas del conocimiento de la ubicación, bastante precisa, del cementerio judío. No fue hasta 1898, debido a la construcción de unas baterías de defensa costera en pleno recinto del cementerio, cuando se tuvo constancia de la primera actuación arqueológica efectuada dentro del recinto, de manera más o menos controlada. Este hecho permitió confirmar que la necrópolis se extendía a ambos lados del camino que conducía al castillo de Montjuic, y que se corresponde con la actual carretera del Castillo. Los trabajos de excavación arqueológica de los años 1945 y 2001 han permitido documentar una parte de la necrópolis con más de 700 tumbas.
A partir de la tipología sepulcral (características de la fosa, su orientación, la posición de los cuerpos) y de la relación espacial entre las sepulturas se puede establecer una cronología de la necrópolis que va del siglo IX al XIV.
De esta necrópolis existe un importante conjunto epigráfico con más de 74 unidades, recogidas en la Series Hebraica de la Monumenta Paleographica Medii Aevi fica. Dentro de este conjunto se debe añadir una nueva lápida epigráfica de un carácter excepcional localizada in situ durante la intervención arqueológica de 2001.
Se trata, por sus características, del conjunto más grande, más significativo y más representativo de la memoria y la cultura de la comunidad judía durante la época medieval en el ámbito de Cataluña y, muy probablemente, del Mediterráneo occidental.

## Actualidad
En la actualidad, se encuentra íntimamente relacionada con el deporte, debido a la gran cantidad de instalaciones deportivas que acoge.

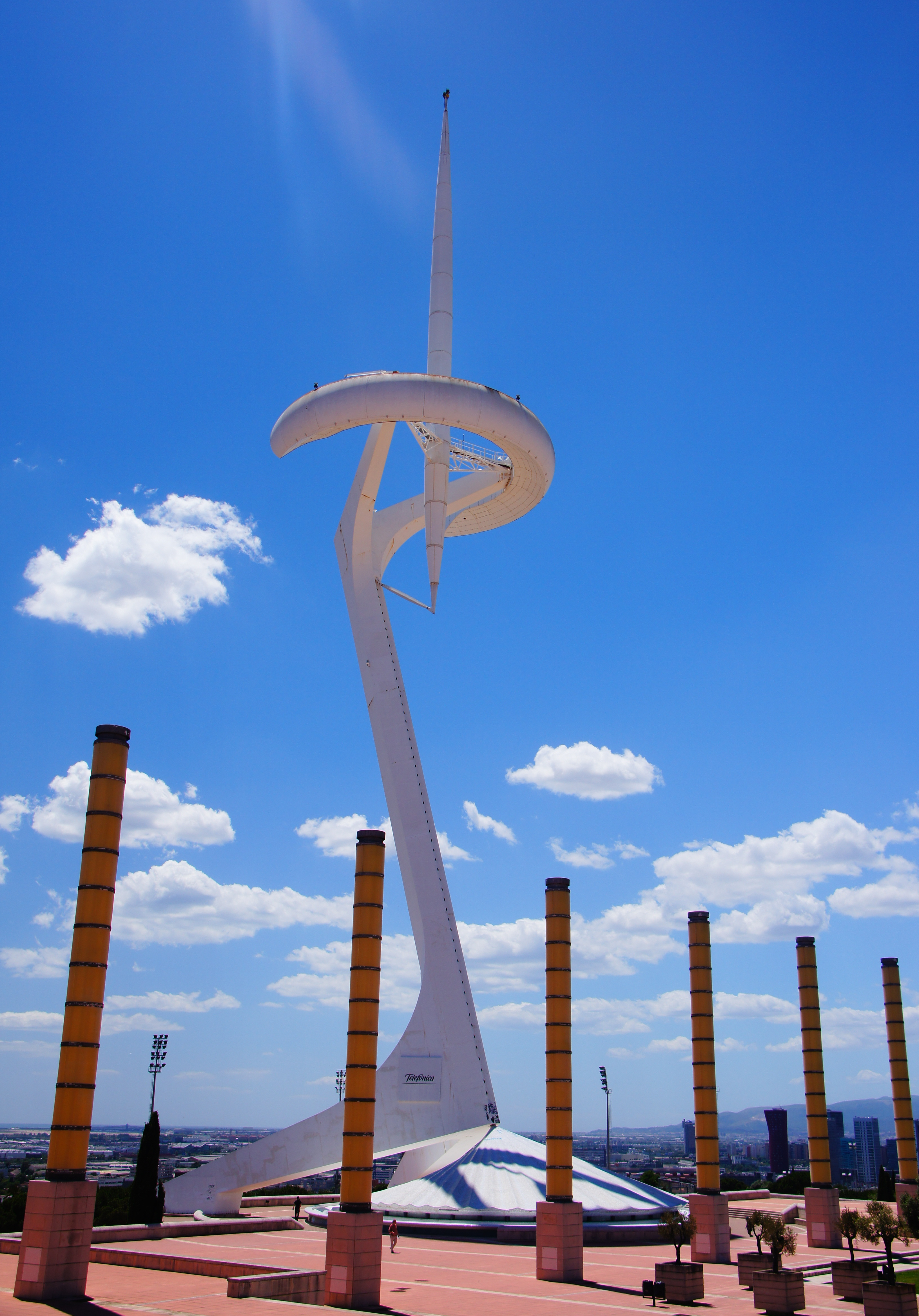
Torre de Comunicaciones de Montjuïc, también conocida como Torre de Calatrava, construida entre 1989 y 1992, obra de Santiago Calatrava.

En la montaña se encuentran diversas instalaciones olímpicas que acogieron los Juegos Olímpicos de Barcelona 1992, como el Estadio Olímpico Lluís Companys (junto al cual se encuentra el Museo de la Fundació Barcelona Olímpica), el Palau Sant Jordi, las Piscinas Bernat Picornell, el INEFC y la Piscina Municipal de Montjuic, mientras que en su falda se encuentra el antiguo Palacio de los Deportes de la calle Lleida, ahora reconvertido en el Barcelona Teatre Musical, que acoge espectáculos teatrales y musicales. La oferta de instalaciones deportivas la completan el Estadio de atletismo del Parc del Migdia, el campo municipal de béisbol Carlos Pérez de Rozas, el complejo deportivo municipal Pau Negre, el estadio de atletismo Joan Serrahima, el Camp Municipal de Rugby La Foixarda, el complejo deportivo La Báscula, el campo de tiro con arco del Castillo de Montjuic, el campo municipal de fútbol La Satalia, el campo de fútbol Julià de Capmany y las instalaciones de clubs privados como el Tiro Nacional de Montjuic, la Real Sociedad de Tenis Pompeya y el Club Natació Montjuïc, amén de otras utilizadas esporádicamente o ya en desuso como el antiguo Circuito de Montjuïc (automovilismo, motociclismo y ciclismo), el Golf Montjuïc (Pitch&Putt), el Salón Oval del Palacio Nacional (hockey patines) o los pabellones de la Fira de Barcelona (atletismo en pista cubierta, esgrima y fútbol-sala).
En Montjuic se encuentran también lugares de interés turístico como el Pueblo Español, un recinto construido para la exposición de 1929 y que recoge calles, plazas y lugares característicos de toda España, tal y como se puede apreciar en su entrada con las Torres de Ávila, o un típico patio andaluz, con sus calles llenas de flores, además de estar poblado de restaurantes, bares y lugares de ocio y espectáculo, así como la Torre de telecomunicaciones de Montjuic diseñada por Santiago Calatrava. Asimismo, la montaña acogió antiguamente  diversos parques de atracciones: el parque de atracciones de la Foixarda (1929-1930), el Maricel Park (1930-1936), y el parque de atracciones de Montjuic (1966-1998), ahora reconvertido en parque público con el nombre de Jardines de Joan Brossa.

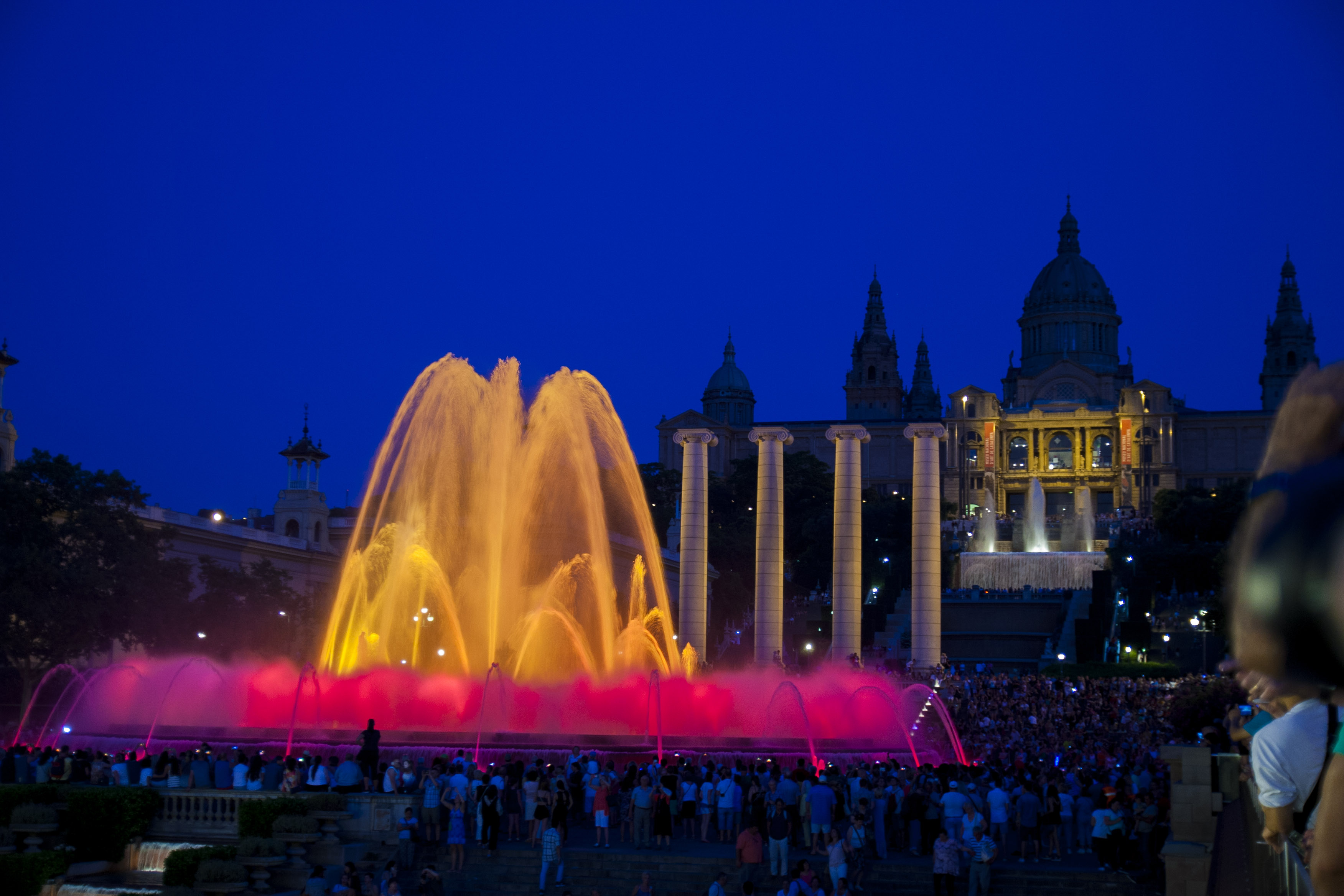
Fuente Mágica de Montjuic, inauguradas en 1929, obra del ingeniero Carles Buïgas.

La montaña es sede igualmente de importantes instituciones culturales. Además de los ya mencionados "Barcelona Teatre Musical" y "Museu Olímpic i de l'Esport Joan Antoni Samaranch", se hallan aquí el Teatre Lliure, el Mercado de las Flores, el Teatro Griego, la Fundación Joan Miró, el centro cultural CaixaForum Barcelona, el Museo Nacional de Arte de Cataluña (MNAC), el Museo Etnológico de Barcelona y el Museo de Arqueología de Cataluña. Corona la montaña el Castillo de Montjuic, antigua fortaleza y museo militar, estando prevista su conversión en centro cultural en fecha indeterminada. 

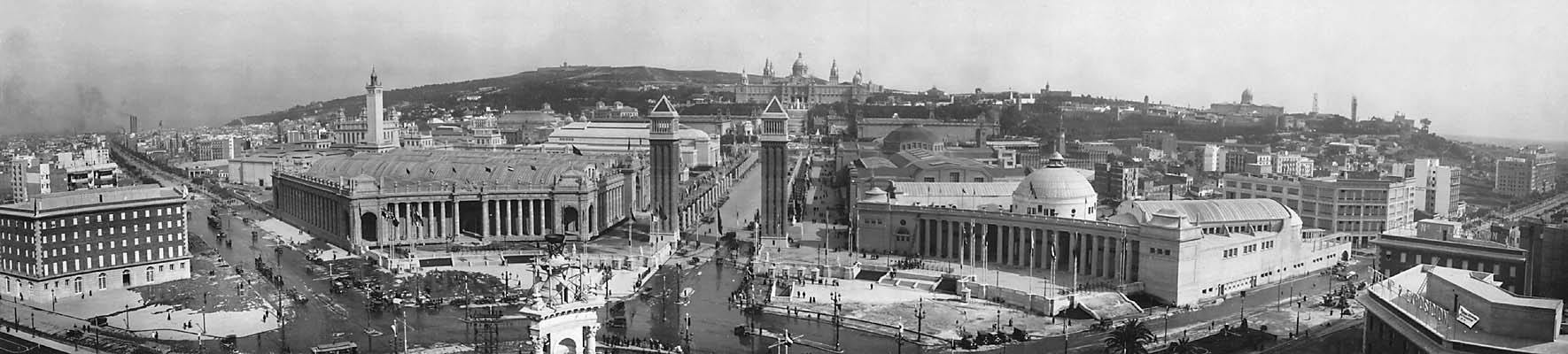
Vista de la Exposición Universal de 1929 desde la plaza de España.

En la avenida María Cristina, entrada principal a la montaña de Montjuich desde la plaza de España, se encuentran diversos pabellones construidos con motivo de la Exposición Internacional de 1929, la mayoría de los cuales forman ahora parte de la Fira Barcelona, que organiza algunos de los salones, muestras y exposiciones más importantes de España. Perteneciente a la misma época pero no integrado en la Fira se encuentra el Pabellón Alemán de la Exposición de 1929, uno de los hitos en la historia de la arquitectura moderna, obra de Mies van der Rohe. El itinerario de la avenida se encuentra jalonado de columnas de agua a ambos lados de la misma, culminando en la Fuente Mágica y las cascadas de Montjuic, que durante los viernes, sábados y domingos muestran un espectáculo único en el mundo de agua, luz, música y color.
Por último, es también un lugar ideal para el descanso y el paseo, debido a las grandes extensiones de jardines, y las espectaculares vistas que ofrece de la ciudad de Barcelona. Entre los primeros, destacan el Jardín Botánico Histórico de Barcelona, que dispone de una colección única de cactus, y el nuevo jardín botánico de Barcelona especializado en la flora de las zonas mediterráneas del mundo.
Desde el año 2006 se han recuperado gran parte de las escaleras ornamentales y espacios originales de la montaña construidos para la Exposición Internacional de 1929. También se ha remodelado el antiguo teleférico para poder subir hasta la cima de la montaña y desde el Castillo ver una de las más impresionantes vistas de Barcelona.
Prácticamente la totalidad de la ladera sur de la montaña de Montjuic ocupa el Cementerio de Montjuic, que fue inaugurado en 1883.

## Jardinería

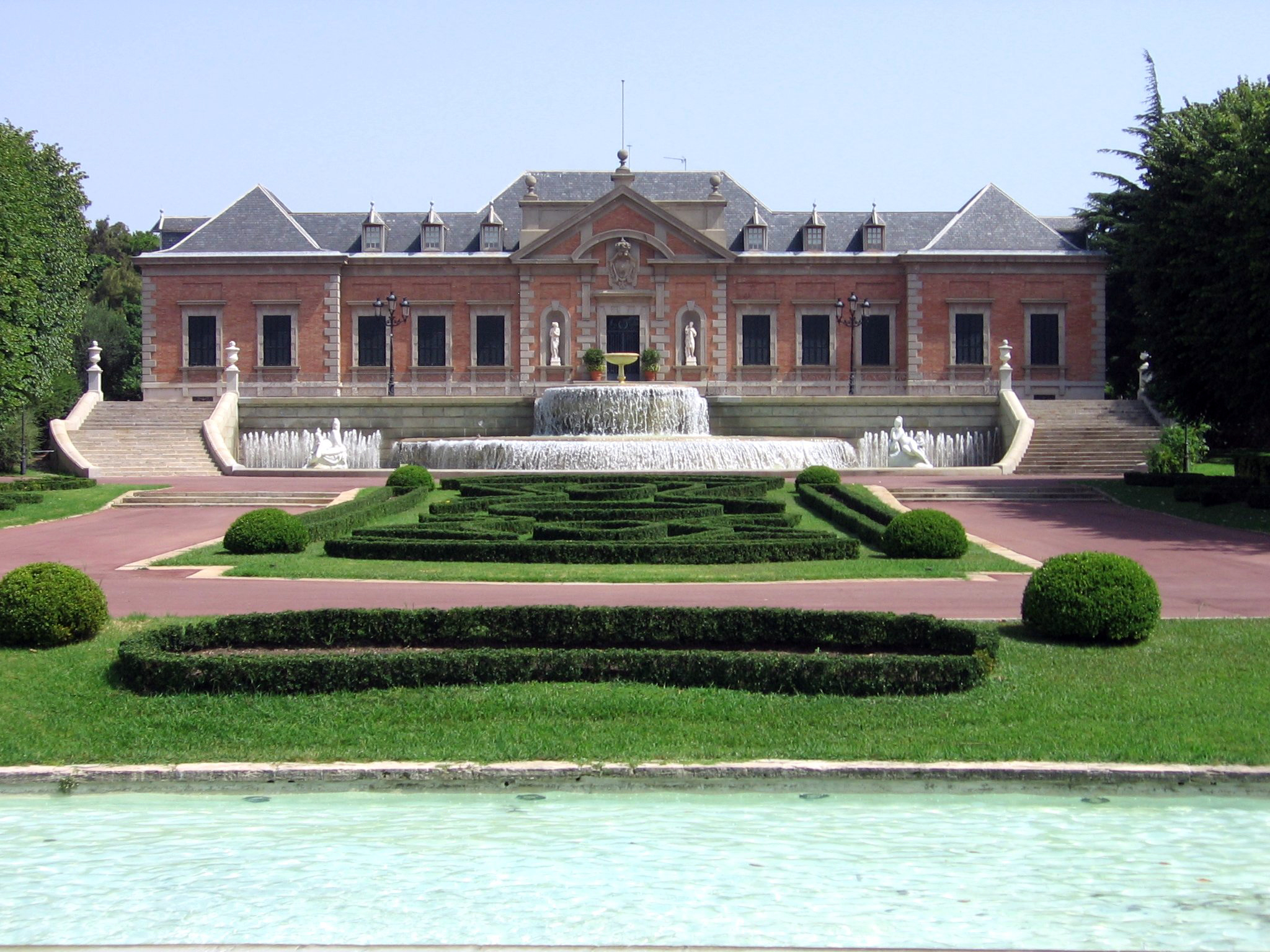
Jardines de Joan Maragall.

La montaña de Montjuic contiene numerosos jardines, la mayoría gestados durante el siglo XX. Un primer intento de ajardinar la zona se produjo en 1894, con un proyecto elaborado por Josep Amargós que finalmente no fue llevado a término. En 1905 otro proyecto preveía la retirada de la distinción de plaza militar y la creación de un parque con jardines, pero no fue aprobado. En 1914 se hizo la primera actuación efectiva con la apertura de una avenida que conducía desde la Gran Vía hasta la zona de Miramar, a cargo nuevamente de Josep Amargós. Finalmente, el impulso definitivo se produjo con la celebración de la Exposición Internacional de Barcelona de 1929: en 1917 comenzaron las obras de urbanización de la ladera norte de la montaña, a cargo del ingeniero Marià Rubió i Bellver, mientras que el proyecto de ajardinamiento corrió a cargo del paisajista francés Jean-Claude Nicolas Forestier —que contó con la colaboración de Nicolau Maria Rubió i Tudurí, director de Parques y Jardines de Barcelona entre 1917 y 1937—, que realizó un conjunto de marcado carácter mediterráneo, de gusto clasicista, combinando los jardines con la construcción de pérgolas y terrazas. Las obras se prolongaron hasta 1924, y consistieron principalmente en la constitución de los Jardines de Laribal, de estilo hispanoárabe, que a través de una serie de terrazas con pérgolas, plazoletas y fuentes (como la famosa Font del Gat) desembocan en el Teatro Griego, un teatro al aire libre inspirado en los antiguos teatros griegos —especialmente en el de Epidauro—, proyectado por Ramon Reventós; también diseñaron los jardines del Umbráculo. Por último, en la fachada marítima de la montaña se situaron los Jardines de Miramar. También en los años 1920 se situó en la vertiente noroeste de la montaña el Vivero de Tres Pins, donde se cultivaban plantas para abastecer los jardines de la ciudad; en sus terrenos se instaló en 1993 el Jardín de Petra Kelly, en homenaje a esta ecologista alemana.
En 1930 se creó, sobre dos hondonadas de la antigua cantera Foixarda situadas detrás del Palacio Nacional de Montjuic, el jardín botánico de Barcelona (hoy Jardín Botánico Histórico de Barcelona), con una magnífica colección de plantas exóticas recopilada por el botánico Pius Font i Quer. En los años 1940 se trasladó aquí el Instituto Botánico de Barcelona, y se instaló el Jardín de Aclimatación. En 1960, con la donación a la ciudad del Castillo de Montjuic, se instaló en sus aledaños el Mirador del Alcalde, con una fuente diseñada por Carles Buïgas. Entre los años 1960 y 1970 se efectuaron diversas actuaciones encaminadas a suprimir el chabolismo producido con la inmigración en la posguerra, y se crearon diversos jardines de tipo temático, como los Jardines Mossèn Costa i Llobera, especializados en cactáceas y suculentas, y los Jardines de Mossèn Cinto Verdaguer, dedicados a las plantas acuáticas, bulbosas y rizomatosas. Ambos fueron obra de Joaquim Maria Casamor,  arquitecto jefe del departamento de Parques y Jardines de Barcelona, en colaboración con el botánico Joan Pañella Bonastre. De esta época son también los Jardines de Joan Maragall, ubicados en torno al Palacio de Albéniz, residencia de la familia real española durante sus visitas a la ciudad condal, de estilo neoclásico.
Un último impulso a la jardinería en la zona se produjo con la celebración de los Juegos Olímpicos de 1992, en que se abrió el Mirador del Migdia y se instaló un nuevo jardín botánico, de 14 hectáreas, dedicado a plantas de clima mediterráneo de todo el mundo, obra de Carlos Ferrater y Bet Figueras. Poco después se abrió también el Mirador del Poble Sec, así como el Jardín de Esculturas anexo a la Fundación Miró, con obras de escultores como Tom Carr, Pep Durán, Perejaume, Enric Pladevall, Jaume Plensa, Josep Maria Riera i Aragó, Erna Verlinden y Sergi Aguilar. Por último, en 2003 se inauguraron los Jardines de Joan Brossa, situados en el terreno anteriormente ocupado por el parque de atracciones de Montjuic, con una remodelación efectuada por Patrizia Falcone en estilo paisajista.

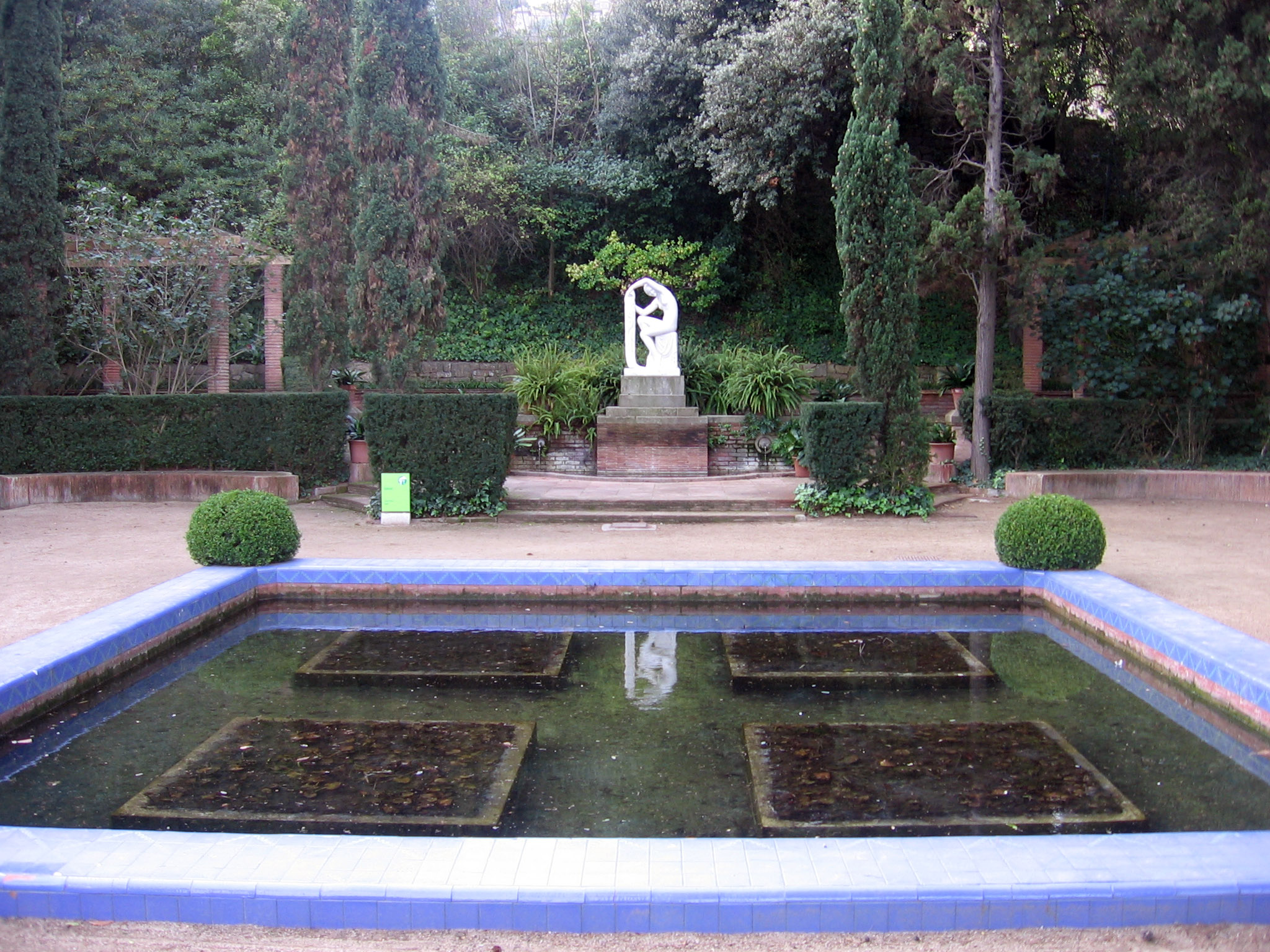
Jardines de Laribal.
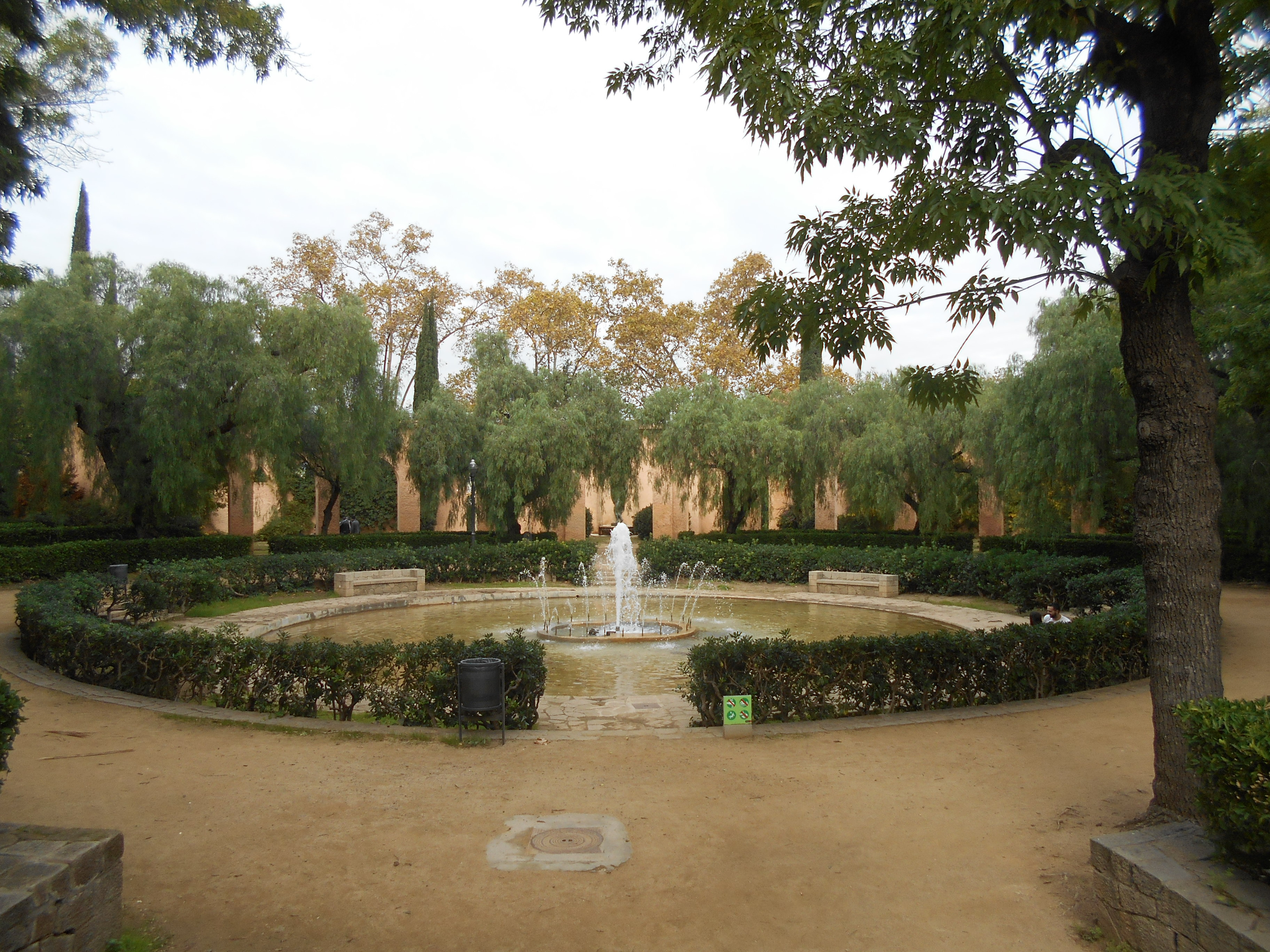
Jardines del Umbráculo.
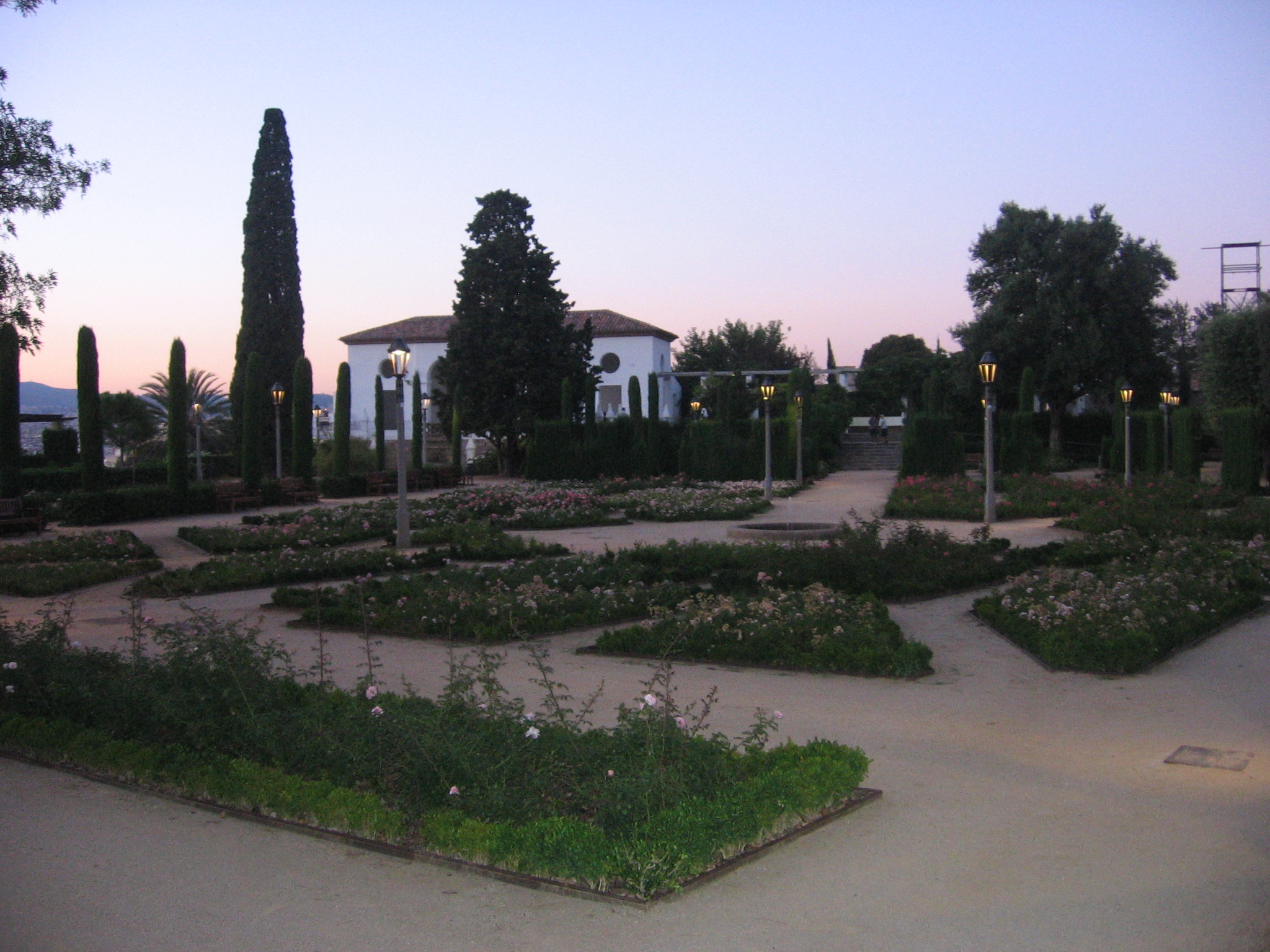
Jardines del Teatre Grec.
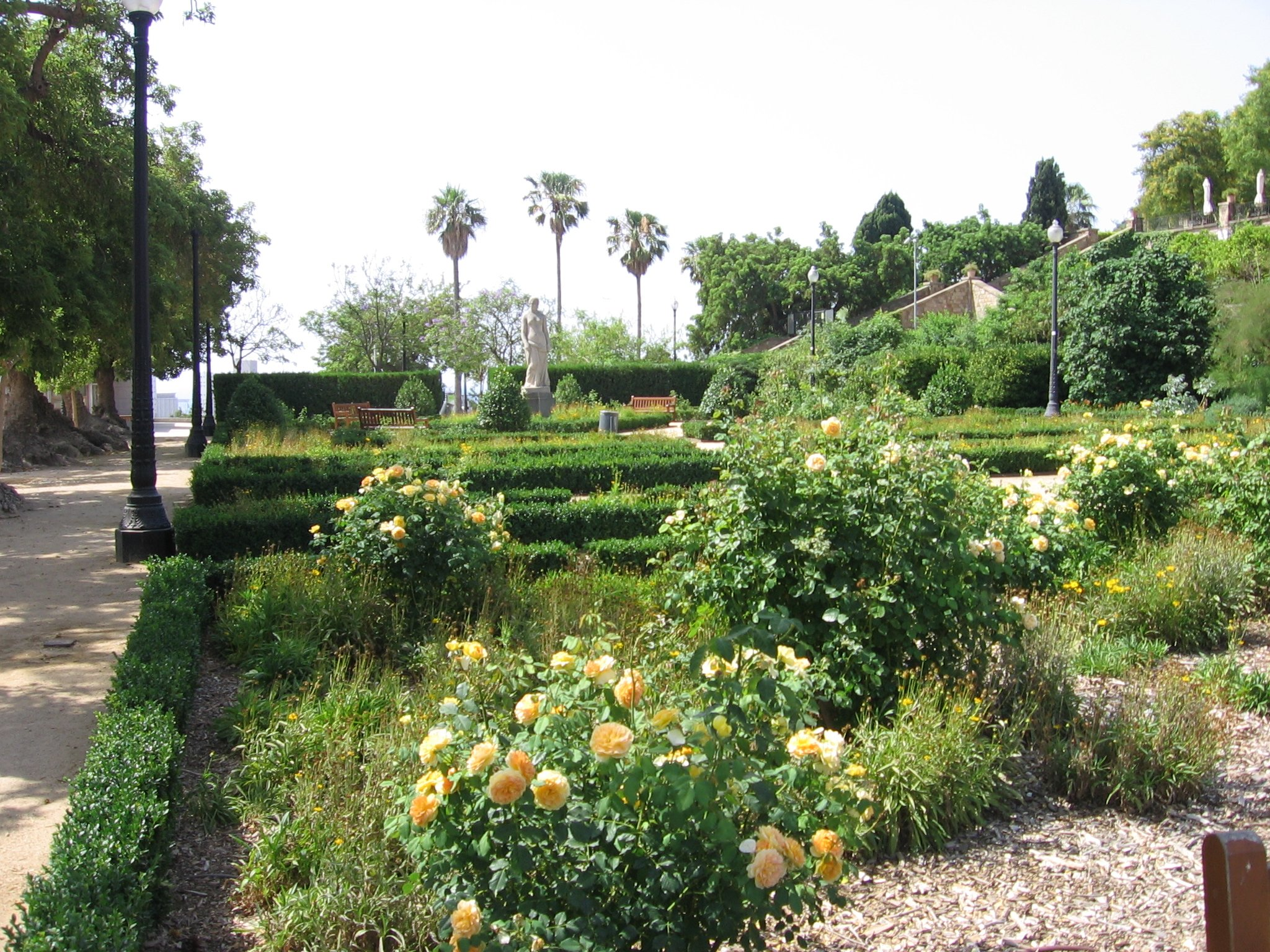
Jardines de Miramar.
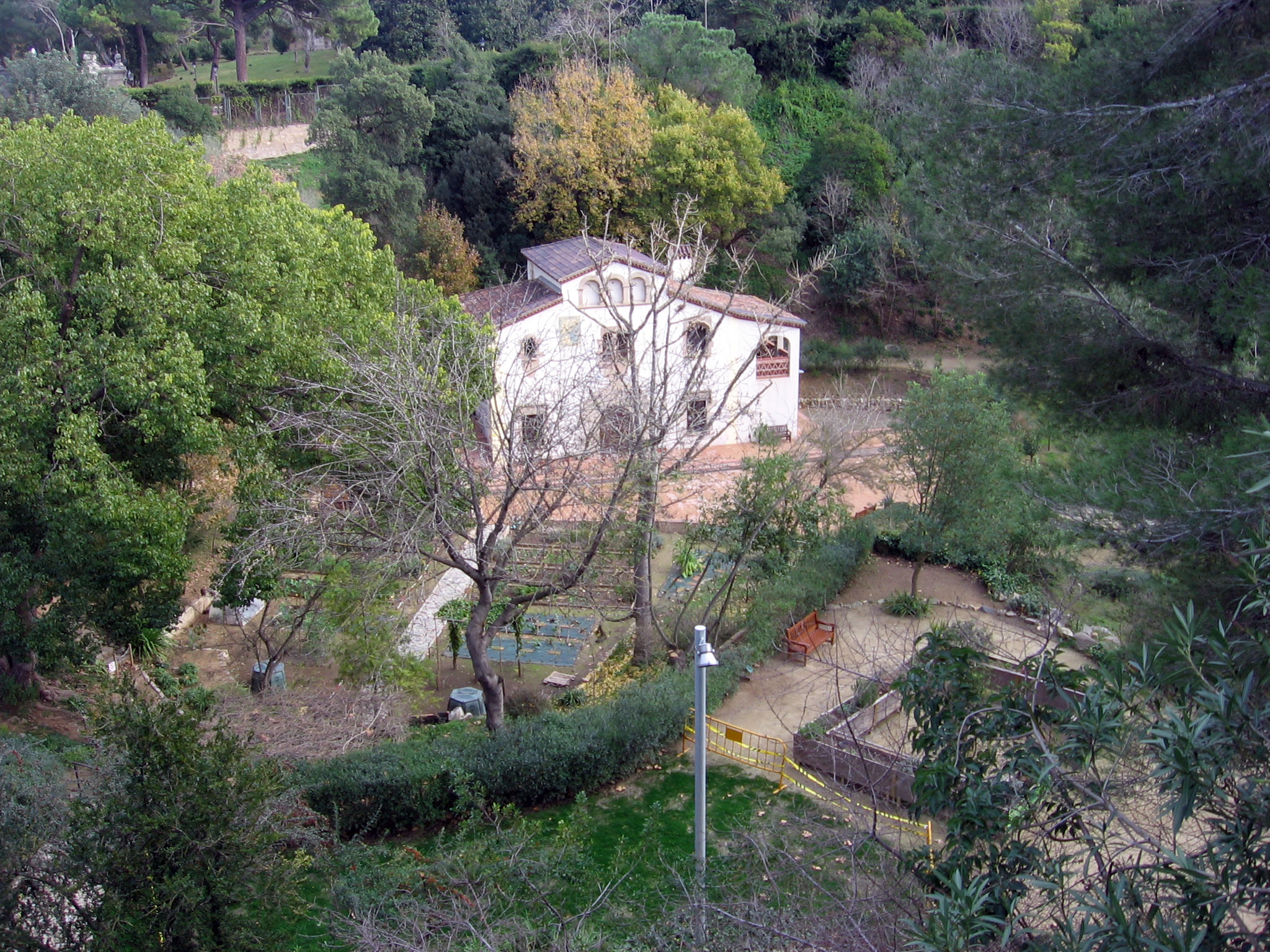
Jardín Botánico Histórico de Barcelona.
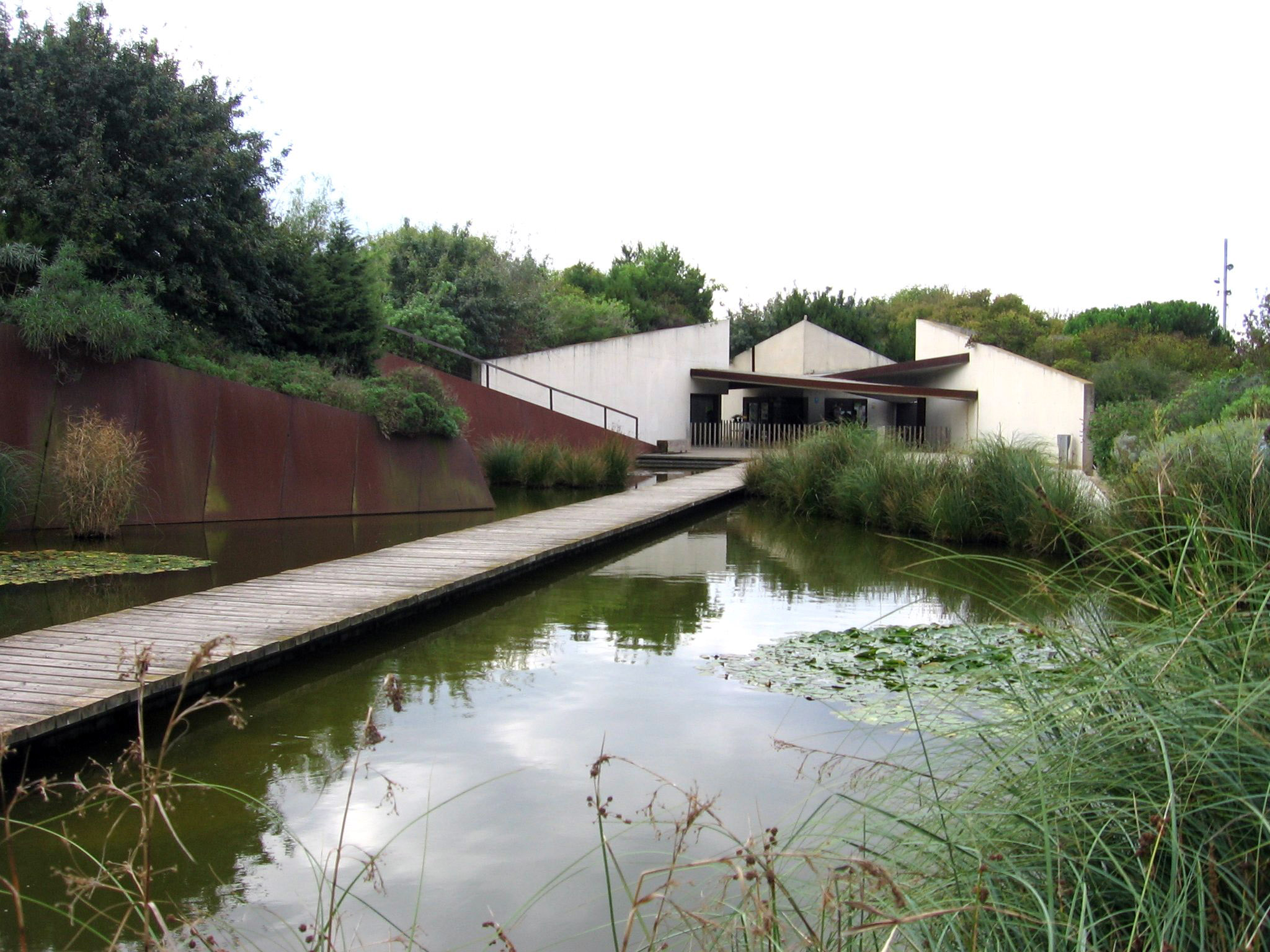
Jardín Botánico de Barcelona.
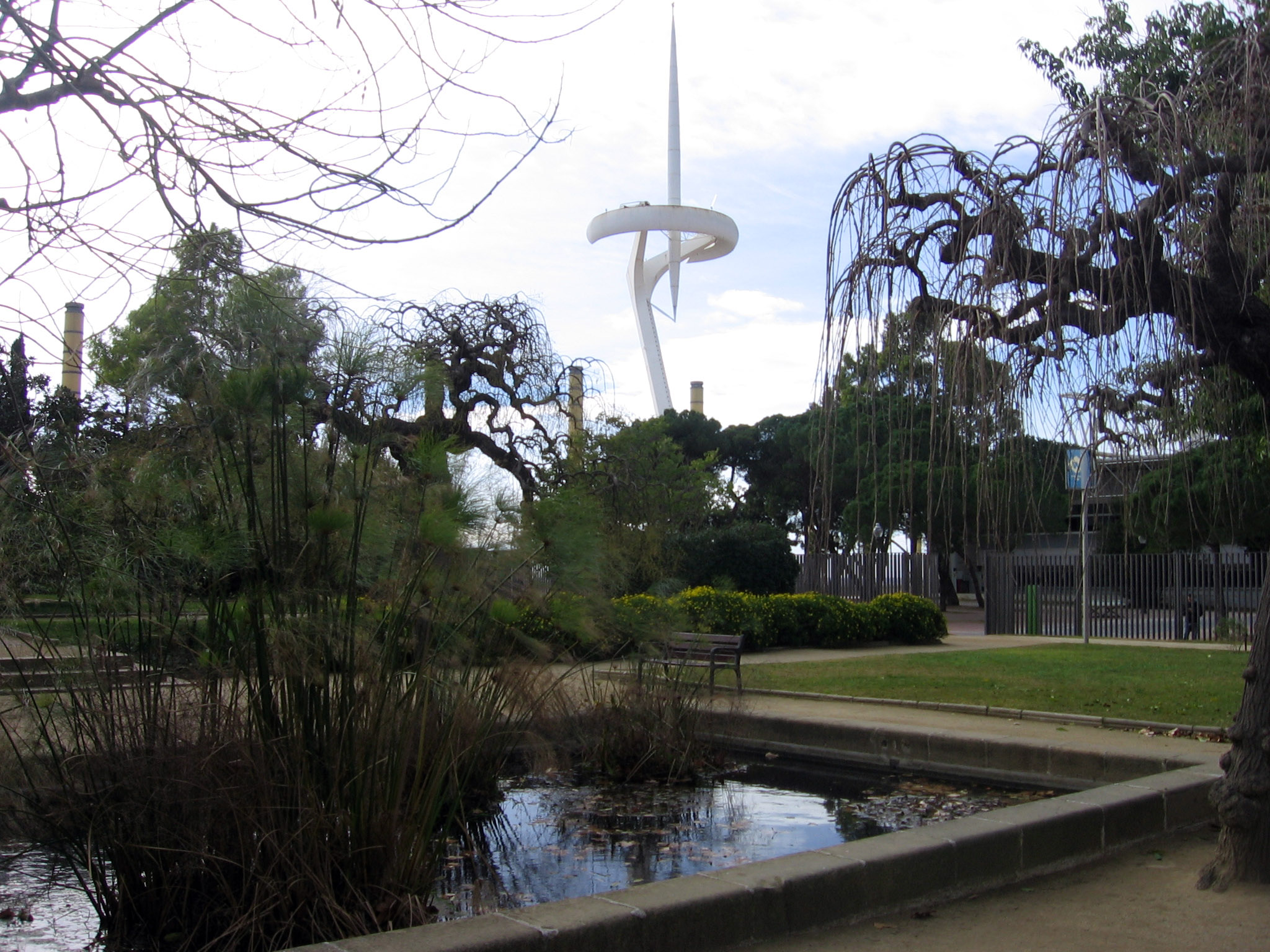
Jardín de Aclimatación de Barcelona.
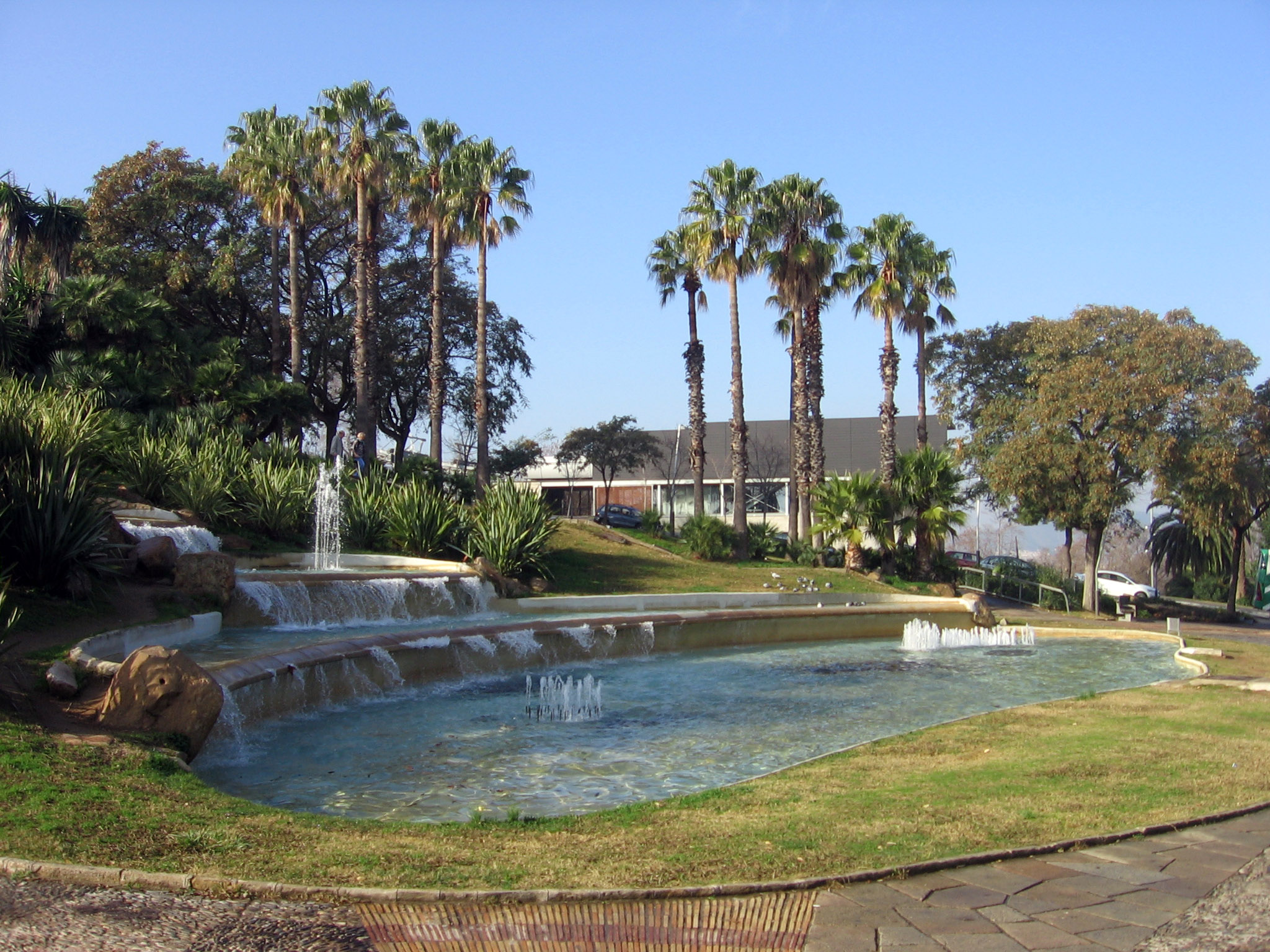
Jardines del Mirador del Alcalde.
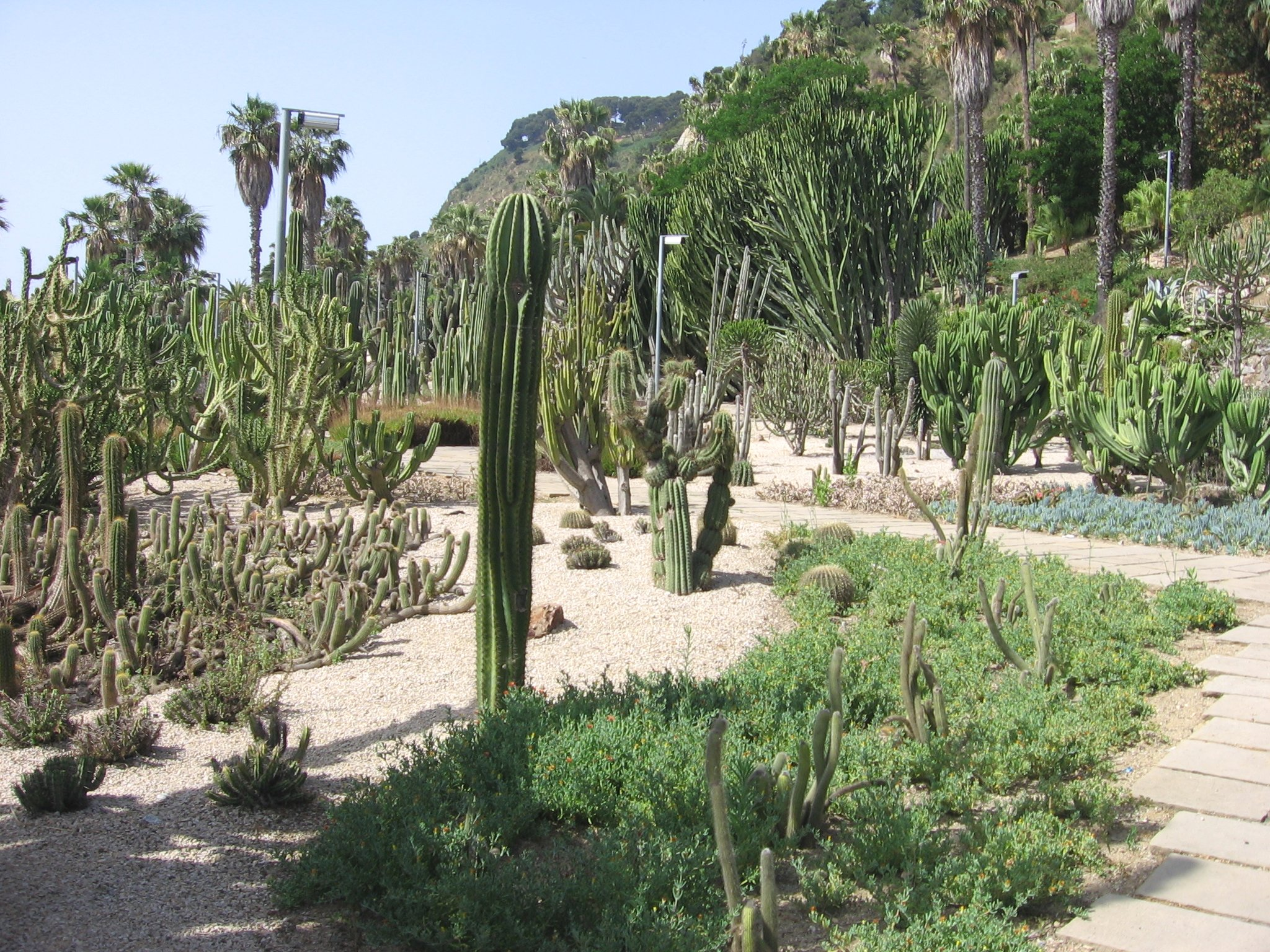
Jardines Mossèn Costa i Llobera.
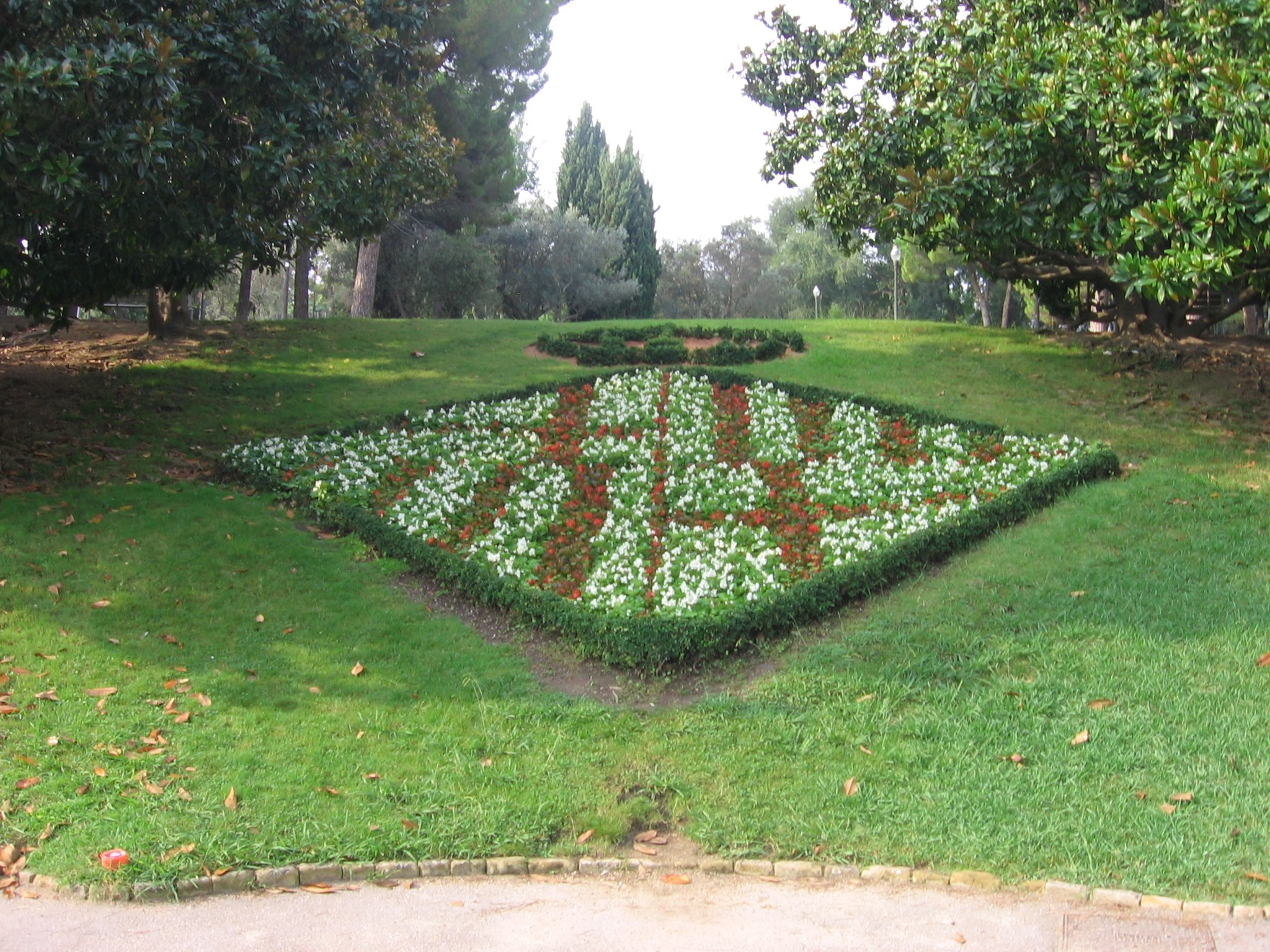
Jardines de Mossèn Cinto Verdaguer.
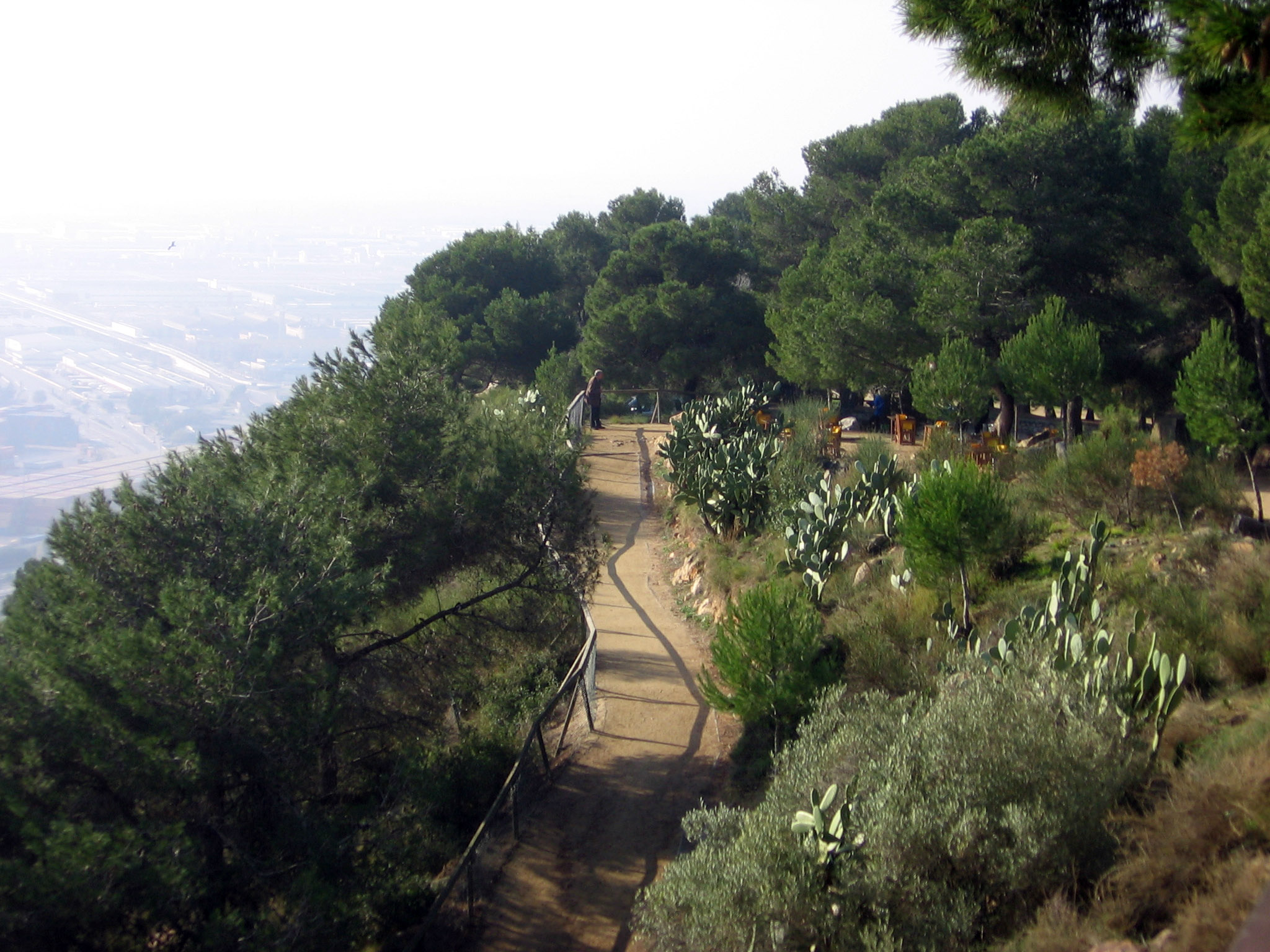
Parque del Mirador del Migdia.
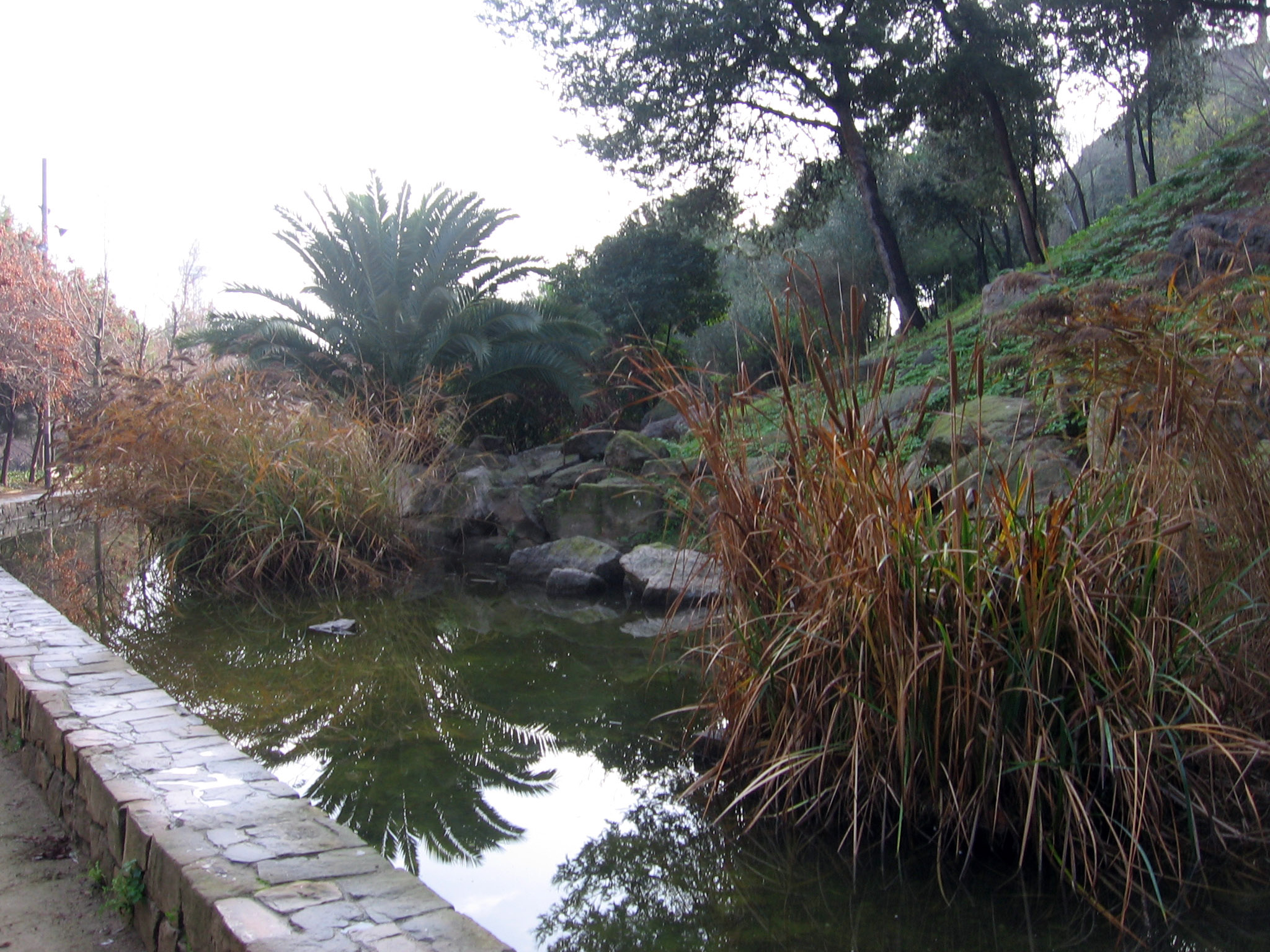
Parque del Mirador del Poble Sec.
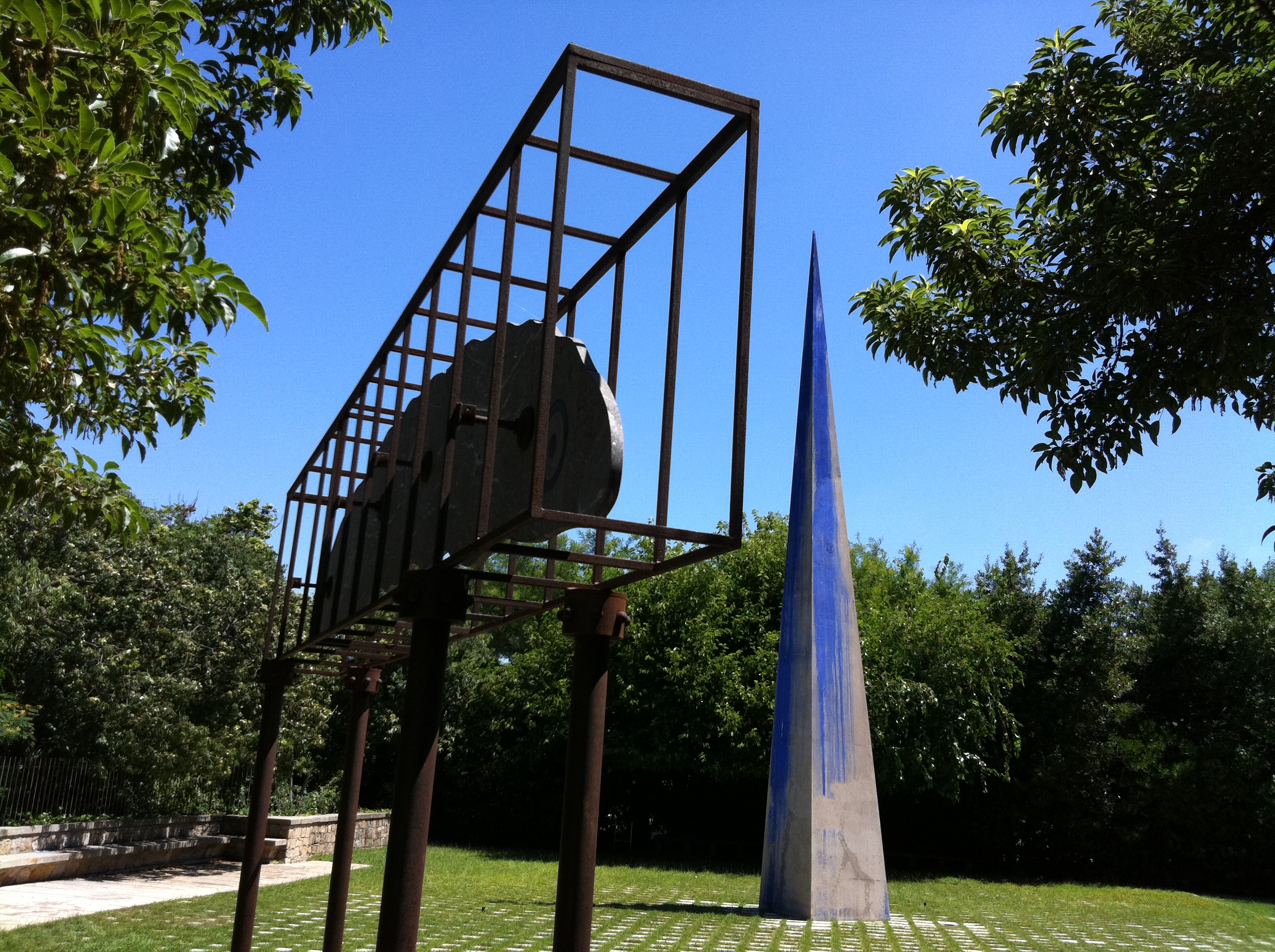
Jardín de Esculturas.
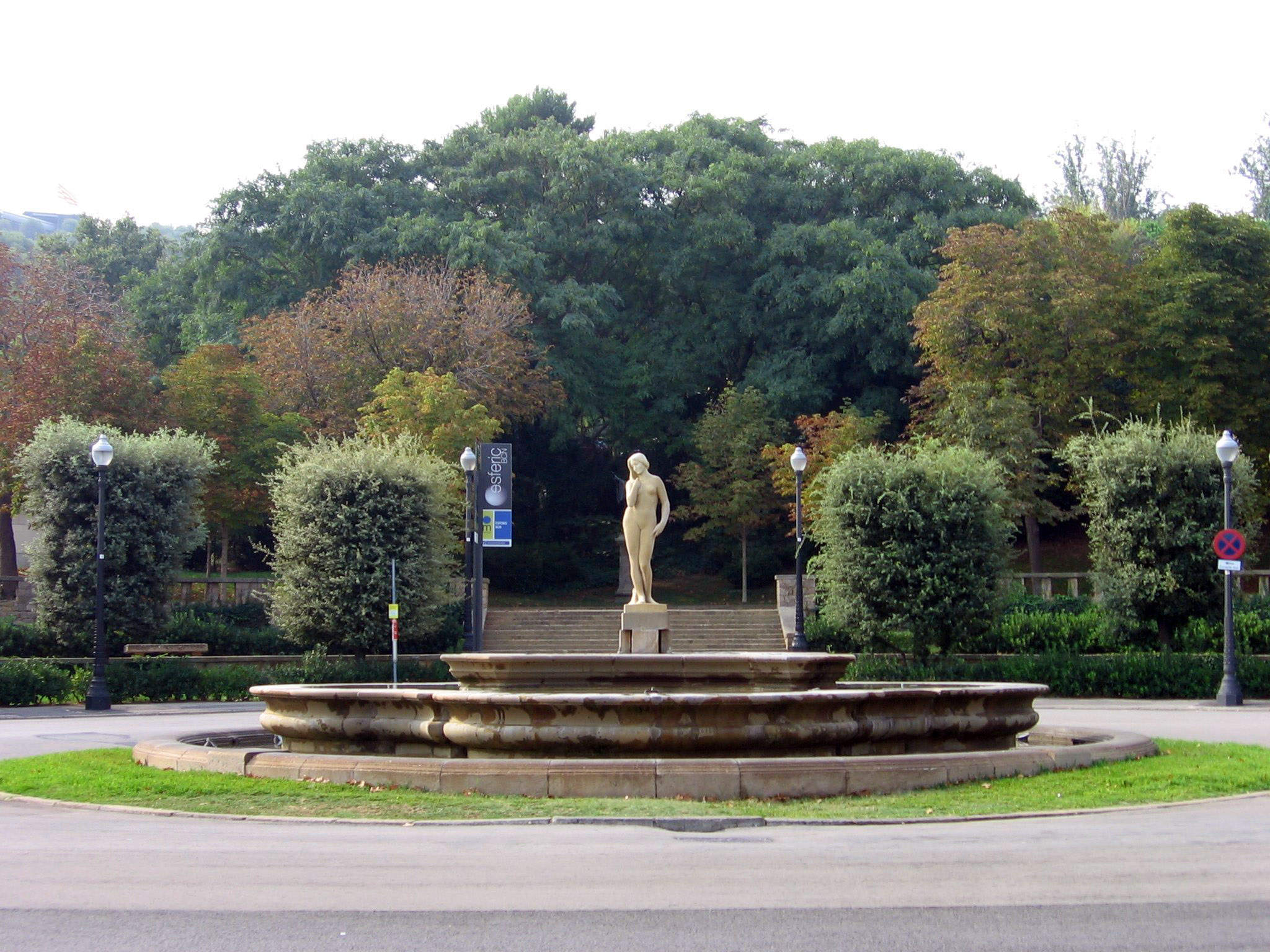
Jardines de Joan Brossa.

## Cómo llegar
En la montaña de Montjuic destacan especialmente los diferentes medios de transporte turístico existentes para acceder a la misma desde la ciudad, o bien para desplazarse por su extensa superficie. Transportes originales como el Funicular de Montjuic, que comunica la montaña con el barrio del Pueblo Seco, el ya mencionado y remodelado Teleférico de Montjuic que recorre la parte superior de la montaña, o el Transbordador aéreo de Barcelona que la comunica con el Puerto de Barcelona.
Metro
- Estación de Paral·lel - (L2) y (L3).
- Estación de Plaza España - (L1), (L3), (L8).
- Estación de Fira 1-MNAC - (L2). Estación por construir.
- Estación de INEFC - (L2). Estación por construir.

Funicular
- Estación de Paral·lel - (Funicular de Montjuic) .
- Estación Parque de Montjuic

Teleférico
- (Teleférico de Montjuic).
- (Teleférico del puerto).

Bus (sin actualizar)
- Línea 13. Mercado de San Antonio - Parque de Montjuic.
- Línea 23. Pl. España - Parc Logístic.
- Línea 55. Pl. Parc Montjuic - Pl. Catalana.
- Línea 125. La Marina - Pl del Nueve.
- Línea 150. Pl. España - Castillo de Montjuïc